# Doodia paschalis
Doodia paschalis là một loài dương xỉ trong họ Blechnaceae. Loài này được C. Chr. mô tả khoa học đầu tiên năm 1920.